# 哥本哈根火车总站
哥本哈根火车总站（丹麥語：Københavns Hovedbanegård）又稱哥本哈根中央車站，位于丹麦首都哥本哈根市韋斯特布羅与哥本哈根市中心区交界处，是哥本哈根的主要火车站，为丹麦全国规模最大的火车站。第一代站房于1847年6月26日启用，现在的站房是1911年12月1日启用的第三代站房。在1911年12月1日第三代站房启用前，本站的站名为哥本哈根站（丹麦语：København Station），第三代站房启用后改为现名。

## 现站房概述
现在的哥本哈根火车总站由国铁、哥本哈根市郊铁路、哥本哈根地铁共同使用。在站前广场、伯恩斯托夫街、雷文特洛街（Reventlowsgade）均设有出口，其中伯恩斯托夫街出口对面便是趣伏里公园。蒂特根街以铁路跨线桥的方式上跨哥本哈根火车总站的股道。现在的站房1911年投入使用，由海因里克·文克主持设计。目前该车站拥有8个月台，14条股道（其中4条股道专供哥本哈根市郊铁路使用，2条股道专供哥本哈根地铁使用）。
本代车站最初设有6个岛式月台及12条股道，后来增加了1个月台；哥本哈根地铁引入本站后，又增加了供哥本哈根地铁使用的1个月台、两条股道，形成了现在的8台14线的格局。其中包括专供通往瑞典及挪威的国际列车使用的站台。哥本哈根地铁站台位于地下。其余站台为位于站厅下方的比周边道路低一层的下沉式部分露天站台。阿斯托利亚酒店位于车站正门斜对面、哥本哈根市郊铁路轨道及站台上方。站台在车站主楼正对面的站前广场上设有一处面积很大的露天区域（因为蒸汽机车巨大的废气排放量，蒸汽机车时代的铁路不可能修建太长的封闭式隧道及规模宏大的封闭式地下车站）。
站厅内不仅仅是传统的站厅，还集成了包含有多种类型商服的“哥本哈根火车总站购物中心”，包括：杂货店、果蔬店、咖啡厅、餐厅、邮局、银行、货币兑换店等。同时也是一个市民游客中心。还有一个收费并不高昂的公共浴池。

## 停靠列车

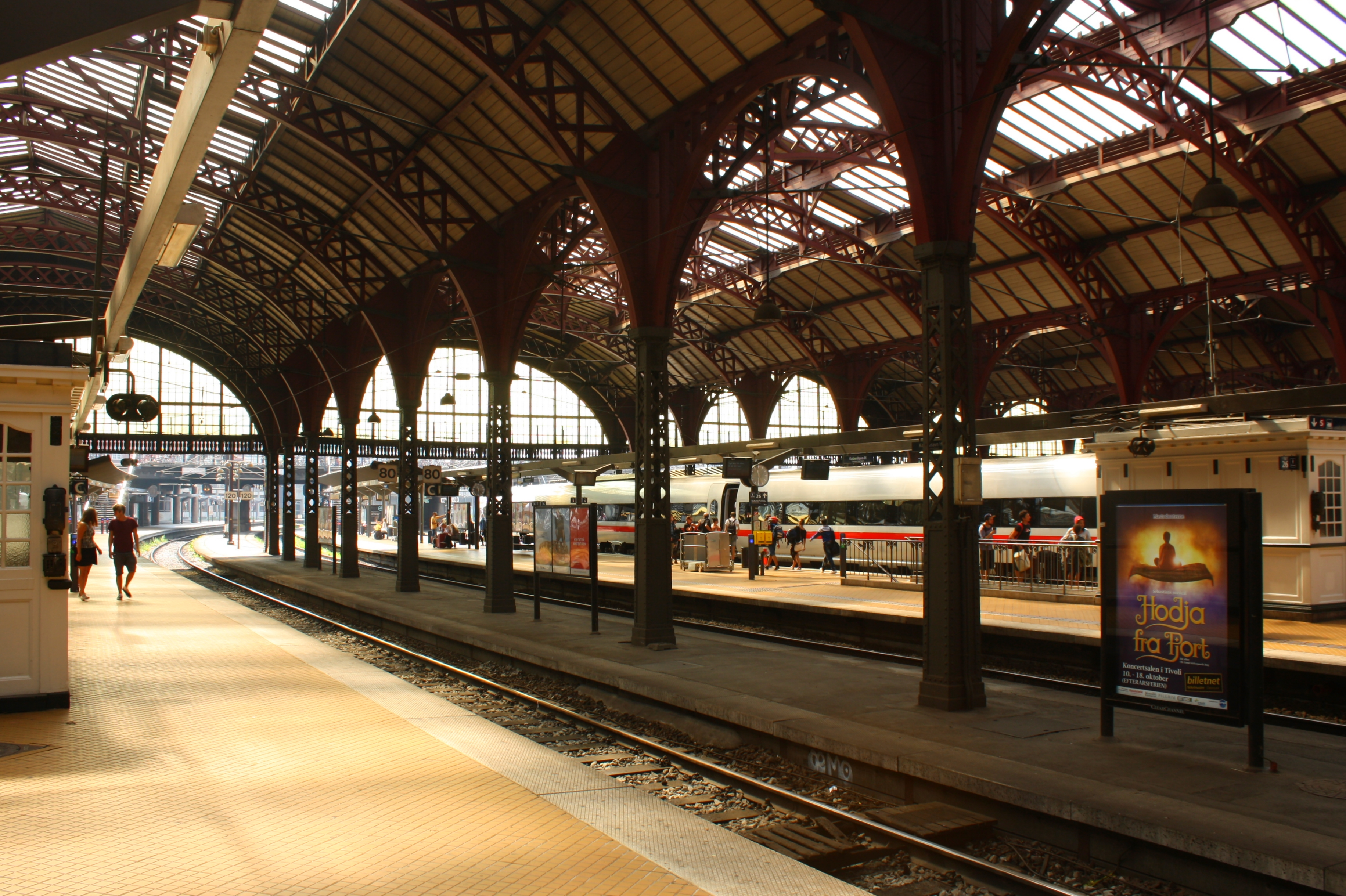
2014年时的火车站台

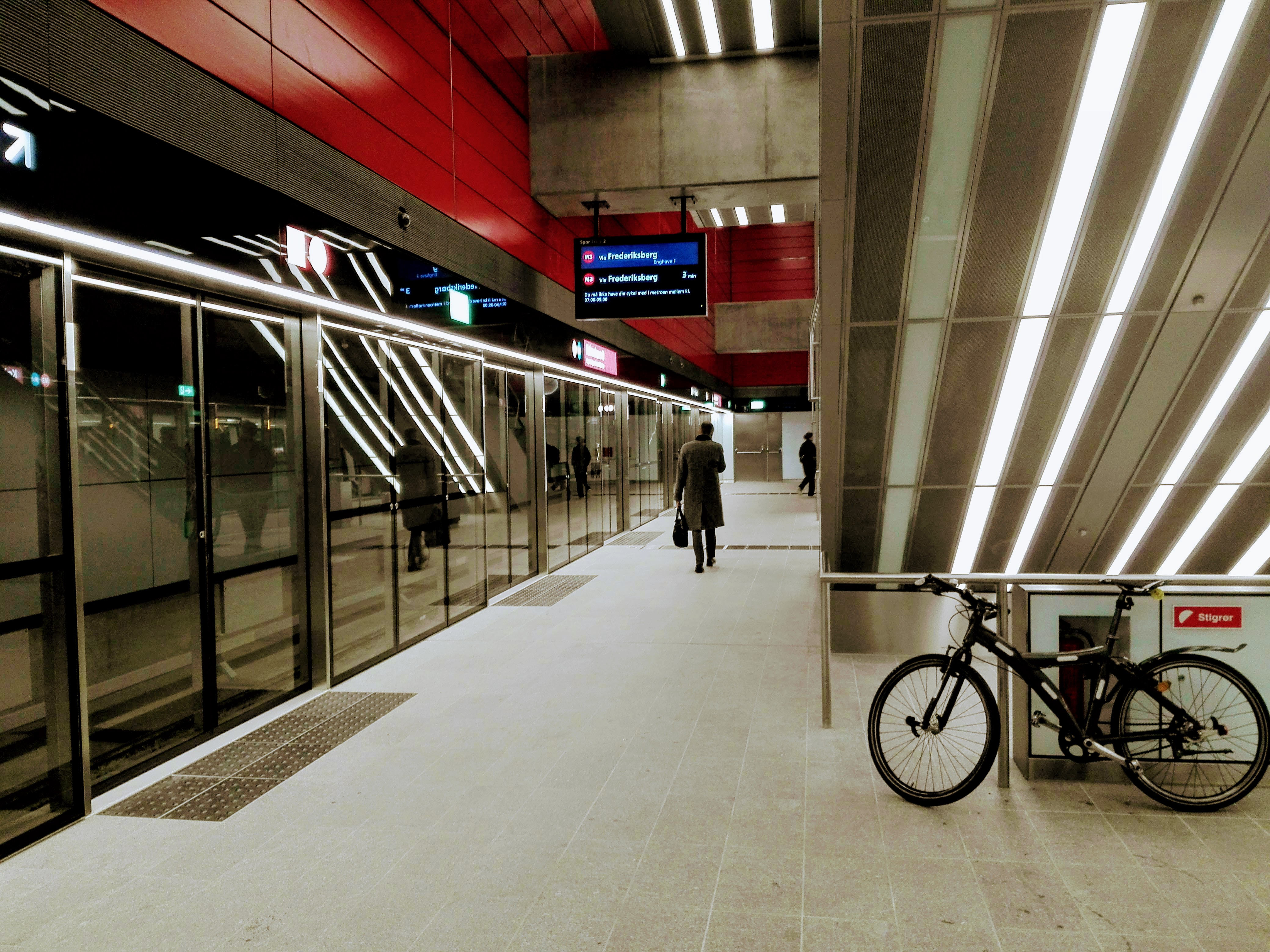
哥本哈根地铁部分站台

在哥本哈根火车总站停靠的列车既可到达丹麦国内目的地，也可到达国际目的地。 包括横跨丹麦的“城际列车”和“城际闪电列车”、连通丹麦的西兰岛与瑞典南部班次频密的“区域列车”（包括“厄勒海峡列车”）等等。在本站停靠的“城际列车”可以到达包括欧登塞、奥胡斯、奥尔堡、埃斯比约、齐斯泰兹、森讷堡在内的丹麦主要城市。
哥本哈根市郊铁路列车也停靠本站，包括除F线外的所有哥本哈根市郊铁路线路。哥本哈根市郊铁路不是哥本哈根地铁的一部分，而是由丹麦国家铁路依托其所属的国铁网络运营的通勤列车。
现时，哥本哈根地铁3号线、哥本哈根地铁4号线均在本站设站。
| 上一站                           | 哥本哈根市郊铁路                      | 下一站                                  |
| -------------------------------- | ------------------------------------- | --------------------------------------- |
| 迪伯尔桥站 开往：洪迪厄站        | 工作日白天                            | 西门站 开往：希勒勒站                   |
| 迪伯尔桥站 开往：克厄站          | 夜间及周末                            | 西门站 开往：希勒勒站                   |
| 迪伯尔桥站 开往：霍耶-措斯楚普站 |                                       | 西门站 开往：法鲁姆站                   |
| 迪伯尔桥站 开往：霍耶-措斯楚普站 | 仅工作日高峰时段开行                  | 西门站 开往：布津厄站                   |
| 迪伯尔桥站 开往：腓特烈松站      |                                       | 西门站 开往：克兰彭堡站                 |
| 迪伯尔桥站 开往：克厄站          | 仅工作日白天开行                      | 西门站 开往：霍尔特站                   |
| 迪伯尔桥站 开往：巴勒鲁普站      | 仅工作日白天开行                      | 西门站 开往：东门站                     |
| 上一站                           | 哥本哈根地铁                          | 下一站                                  |
| 恩海沃广场站 城市环线            | 3号线                                 | 市政厅广场站 城市环线                   |
| 终点站                           | 4号线                                 | 市政厅广场站 开往：东方码头站           |
| 上一站                           | 丹麦国家铁路                          | 下一站                                  |
| 哥本哈根机场站 终点站            | 城际闪电列车 哥本哈根⟷奥尔堡          | 欧登塞站 开往：奥尔堡站                 |
| 哥本哈根机场站 终点站            | 城际闪电列车 哥本哈根⟷海宁⟷斯楚厄     | 欧登塞站 开往：斯楚厄站                 |
| 哥本哈根机场站 终点站            | 城际闪电列车 哥本哈根⟷森讷堡          | 欧登塞站 开往：森讷堡站                 |
| 哥本哈根机场站 终点站            | 城际闪电列车 哥本哈根⟷欧登塞          | 霍耶-措斯楚普站 开往：欧登塞站          |
| 哥本哈根机场站 终点站            | 城际列车 哥本哈根⟷奥尔堡              | 新埃勒比约站 开往：奥尔堡站             |
| 终点站                           | 城际列车 哥本哈根⟷欧登塞⟷汉堡         | 灵斯泰兹站 开往：汉堡火车总站           |
| 北门站 开往：东门站              | 城际列车 哥本哈根⟷埃斯比约            | 瓦尔比站 开往：埃斯比约站               |
| 北门站 开往：东门站              | 区域列车 哥本哈根⟷凯隆堡              | 霍耶-措斯楚普站 开往：凯隆堡站          |
| 北门站 开往：东门站              | 区域列车 哥本哈根⟷罗斯基勒⟷勒兹比港   | 瓦尔比站 开往：勒兹比港站               |
| 北门站 开往：东门站              | 区域列车 哥本哈根⟷克厄⟷尼克宾法尔斯特 | 新埃勒比约站 开往：尼克宾法尔斯特站     |
| 北门站 开往：东门站              | 区域列车 哥本哈根⟷霍尔拜克            | 瓦尔比站 开往：霍尔拜克站               |
| 北门站 开往：东门站              | 区域列车 哥本哈根⟷斯劳厄尔瑟          | 瓦尔比站 开往：斯拉厄尔瑟站             |
| 北门站 开往：赫尔辛格站          | 西兰岛海岸铁路 赫尔辛格⟷马尔默        | 厄勒斯塔兹站 开往：马尔默中央车站       |
| 北门站 开往：尼沃站              | 西兰岛海岸铁路 尼沃站⟷哥本哈根机场站  | 厄勒斯塔兹站 开往：哥本哈根机场站       |
| 上一站                           | 瑞典国家铁路                          | 下一站                                  |
| 终点站                           | SJ 2000高速列车 哥本哈根⟷斯德哥尔摩   | 哥本哈根机场站 开往：斯德哥尔摩中央车站 |
| 终点站                           | SJ 2000高速列车 哥本哈根⟷哥德堡       | 哥本哈根机场站 开往：哥德堡中央车站     |

## 历史

### 第一代站房和第二代站房
哥本哈根火车总站第一代站房建于1847年，大致位于今瓦尔比站东侧不远处，是当时的“哥本哈根—罗斯基勒铁路”上的车站，总设计师为哈拉尔·康拉·斯蒂林，建成后不久便因丹麦铁路网的扩张而不堪重负。 1864年，规模更大的哥本哈根火车总站第二代站房建成，总设计师是约翰·丹尼尔·赫霍尔特。

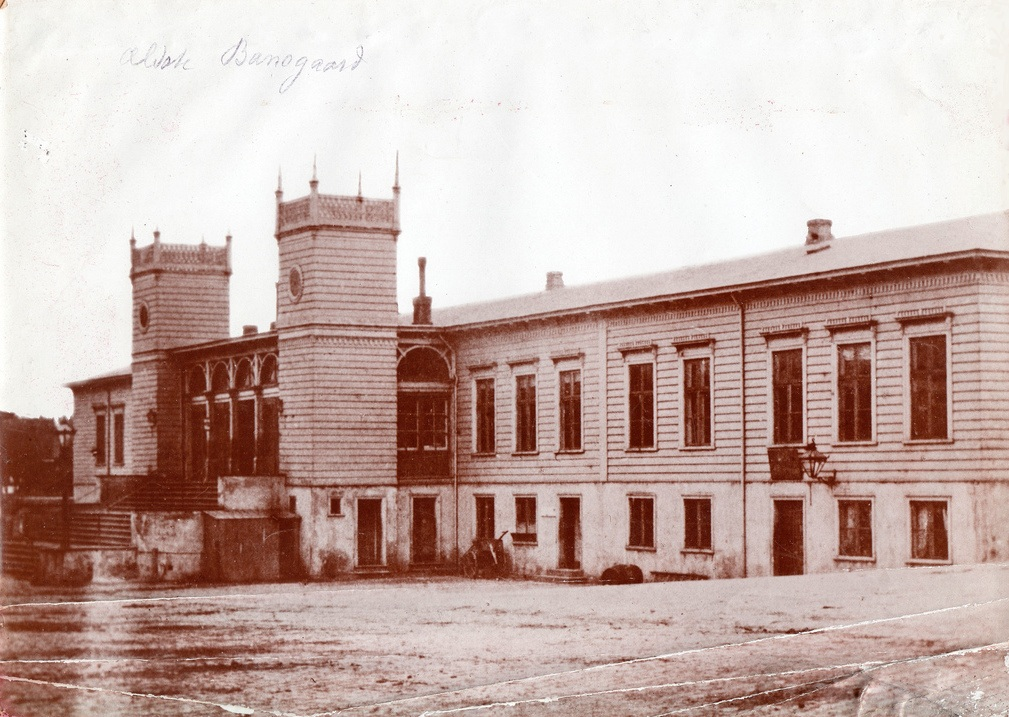
哥本哈根火车总站第一代主楼（当时称“哥本哈根站”），同时是今“哥本哈根火车总站”和今“瓦尔比站”的前身，拍摄于1864年。
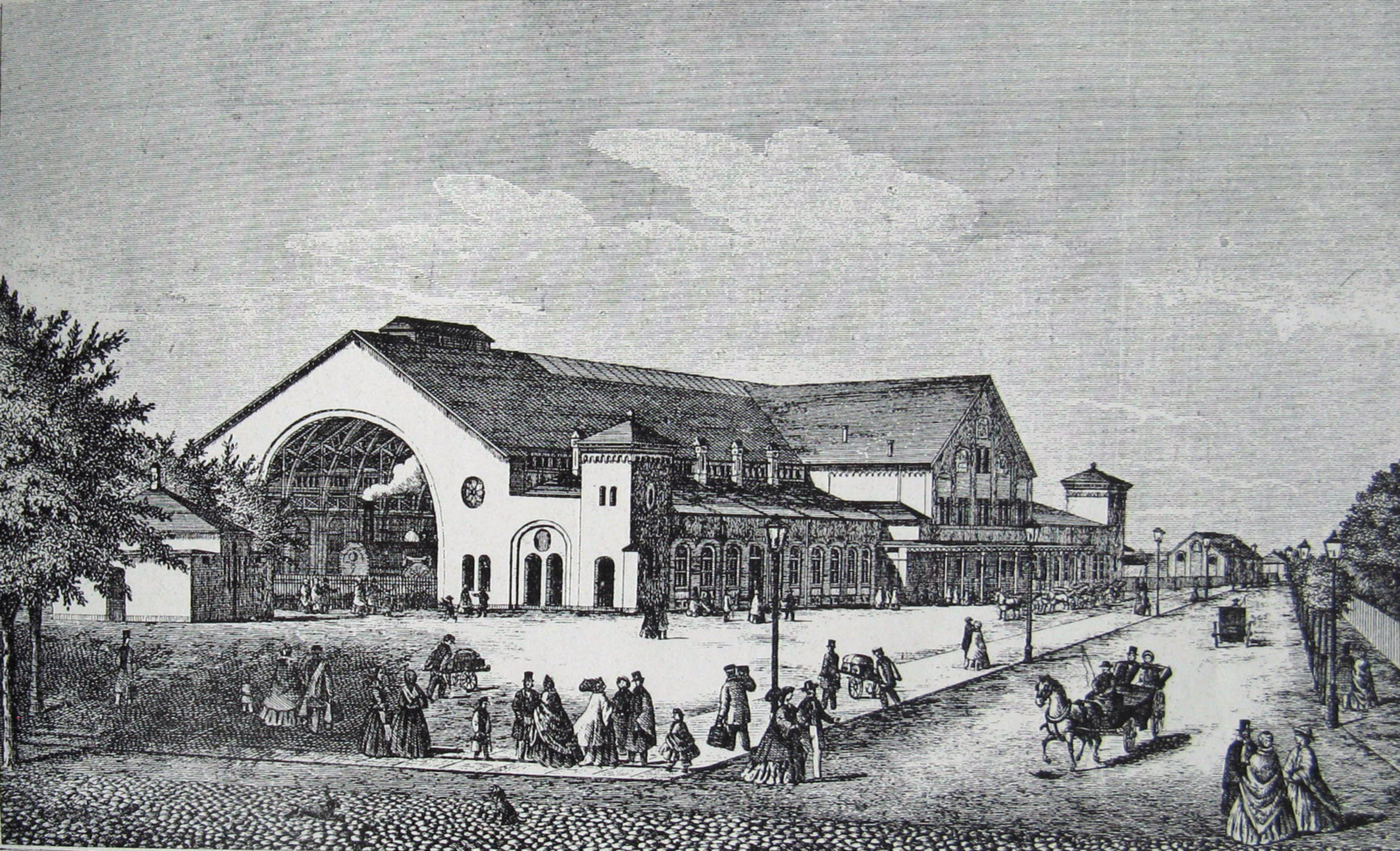
哥本哈根火车总站第二代主楼
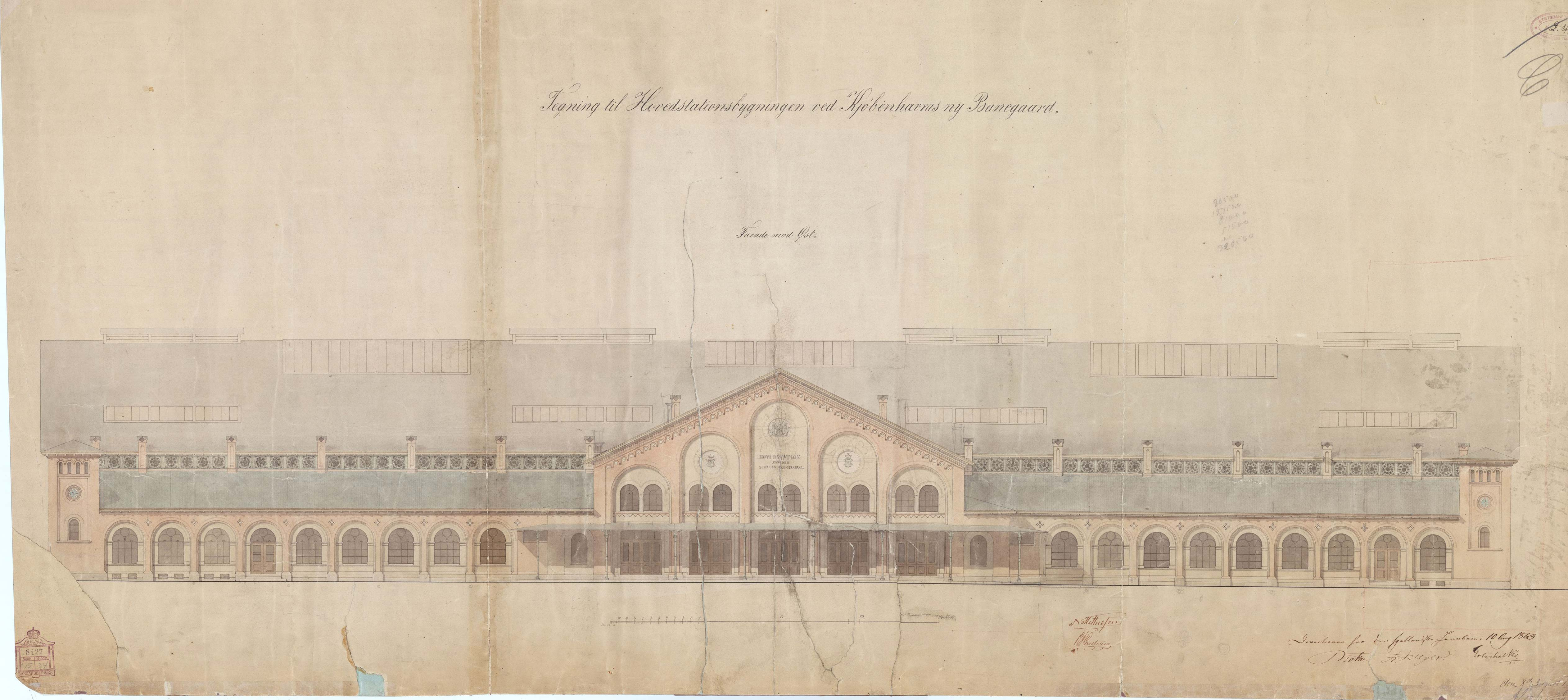
1863年绘制的哥本哈根火车总站第二代主楼图纸，作者：约翰·丹尼尔·赫霍尔特（英语：Johan Daniel Herholdt）
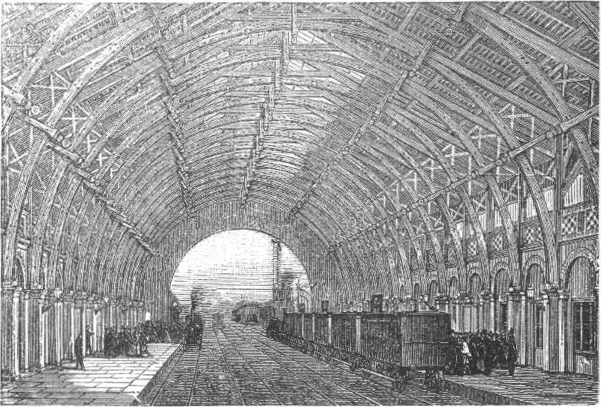
1899年前后的第二代哥本哈根火车总站站台素描，作者：Theodor Siersted
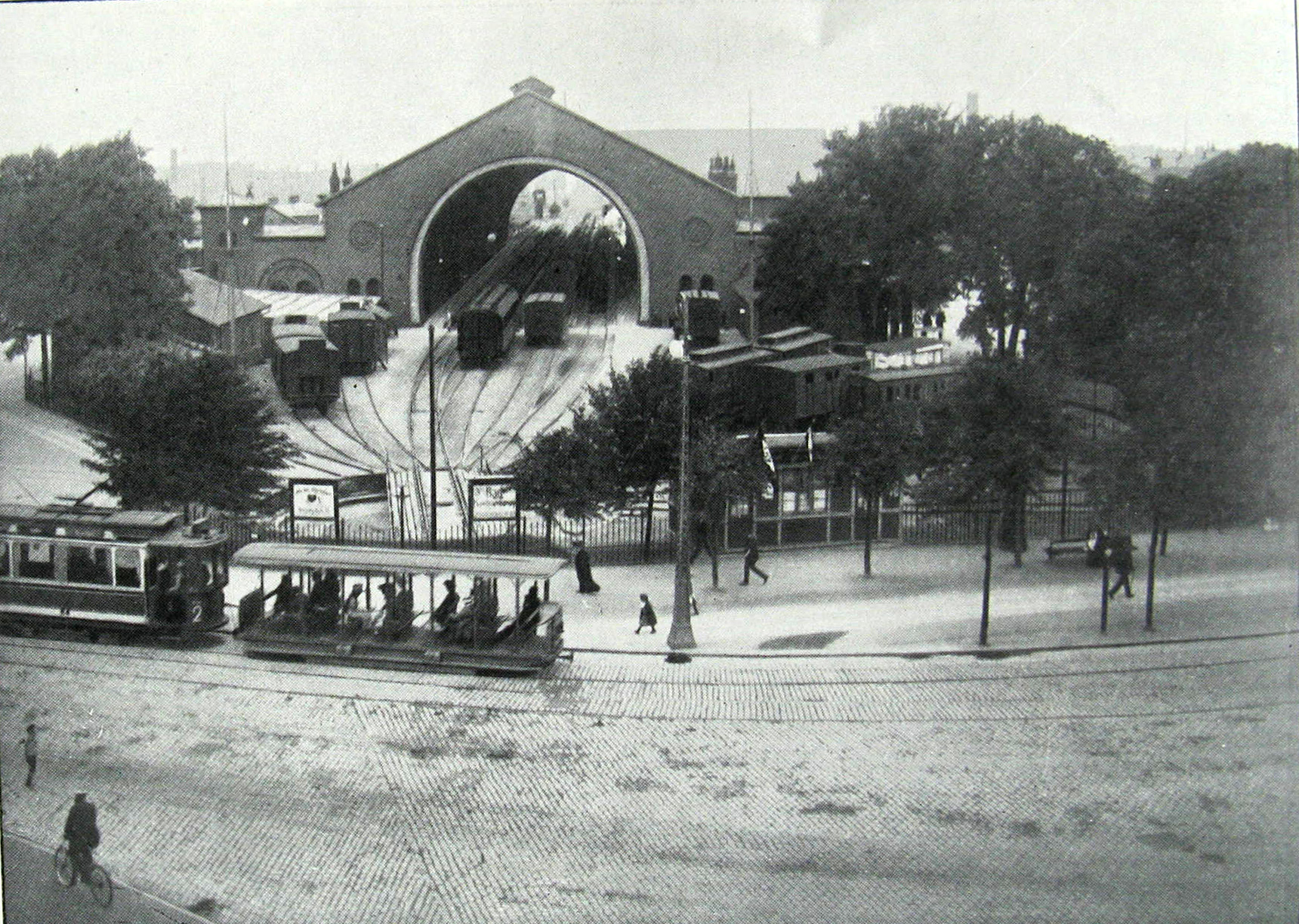
第二代哥本哈根火车总站一角
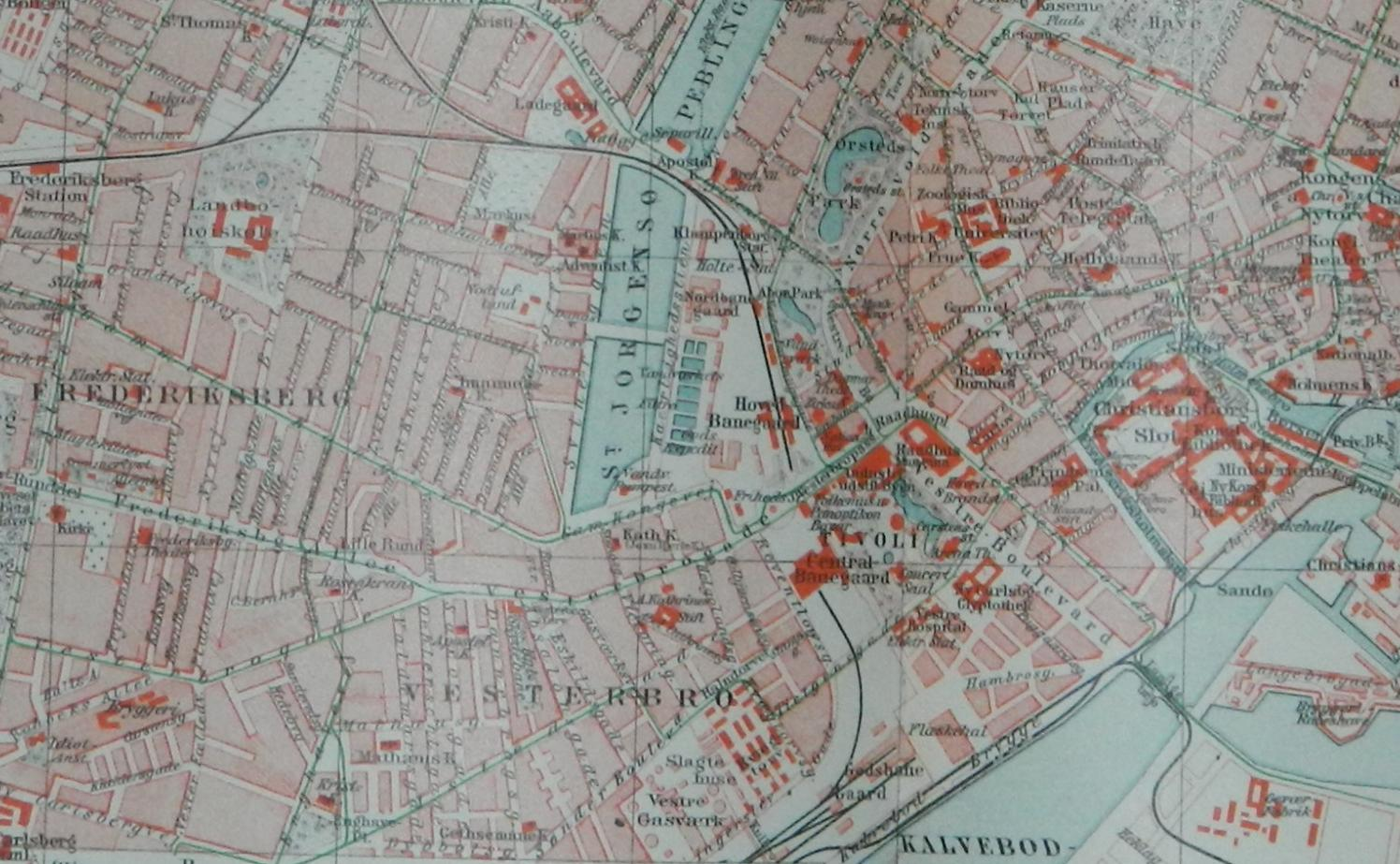
1905年时的哥本哈根火车总站及周边区域地图

### 第三代站房即现站房
第二代哥本哈根火车总站还是有些小，且其尽头式车站设计不利于过站但不在本站始发终到的列车使用。因而规划新建现在的哥本哈根火车总站站房（第三代站房），并通过修建哥本哈根大街铁路（丹麦语：Boulevardbanen，该铁路多数部分位于地下隧道）将本站改造为现在的通过式车站。现在的哥本哈根火车总站由海因里克·文克（Heinrich Wenck）主持设计，1911年12月1日投入使用。1917年，哥本哈根大街铁路开通，哥本哈根火车总站由尽头式车站变为通过式车站。1934年5月15日引入哥本哈根市郊铁路。1980年，哥本哈根火车总站进行了翻新。在此次翻新工程中，在车站大堂及站台加装了自动扶梯和电梯，同时实现了旅客进站、旅客出站、货运完全分流。2004年至2008年间又进行了一次翻新，这次翻新程包括：屋顶、将3至6站台由低站台加高为高站台，并进行了加长、车站主楼、塔楼、天桥等等。2019年9月23日，哥本哈根地铁3号线（城市环线）开始在哥本哈根火车总站设站，这条地铁线共有17座车站，提供7*24小时服务。2020年3月28日通车的哥本哈根地铁4号线也在本站设站。

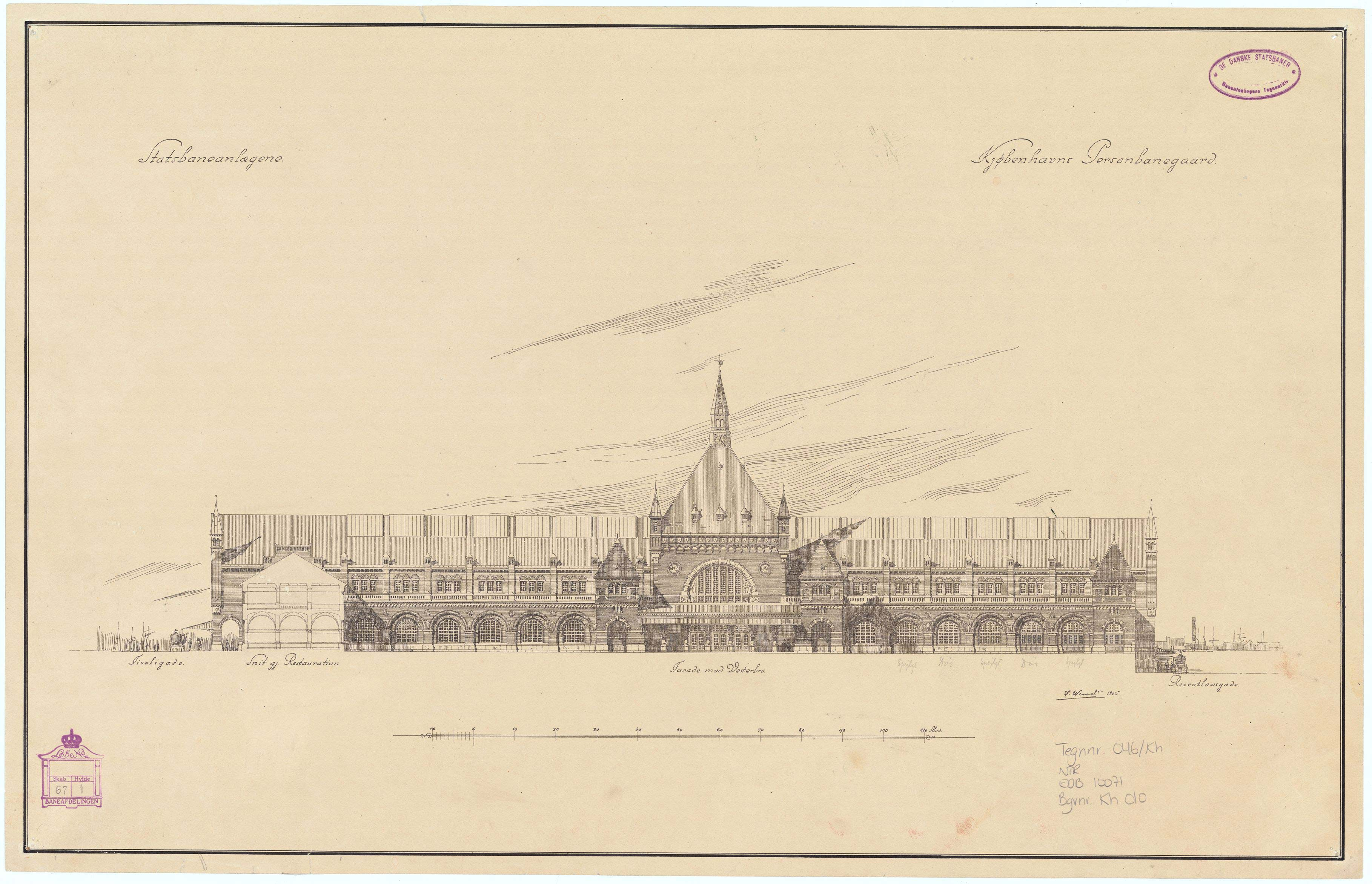
总设计师海因里克·文克（Heinrich Wenck）绘制的哥本哈根火车总站第三代站房正立面图
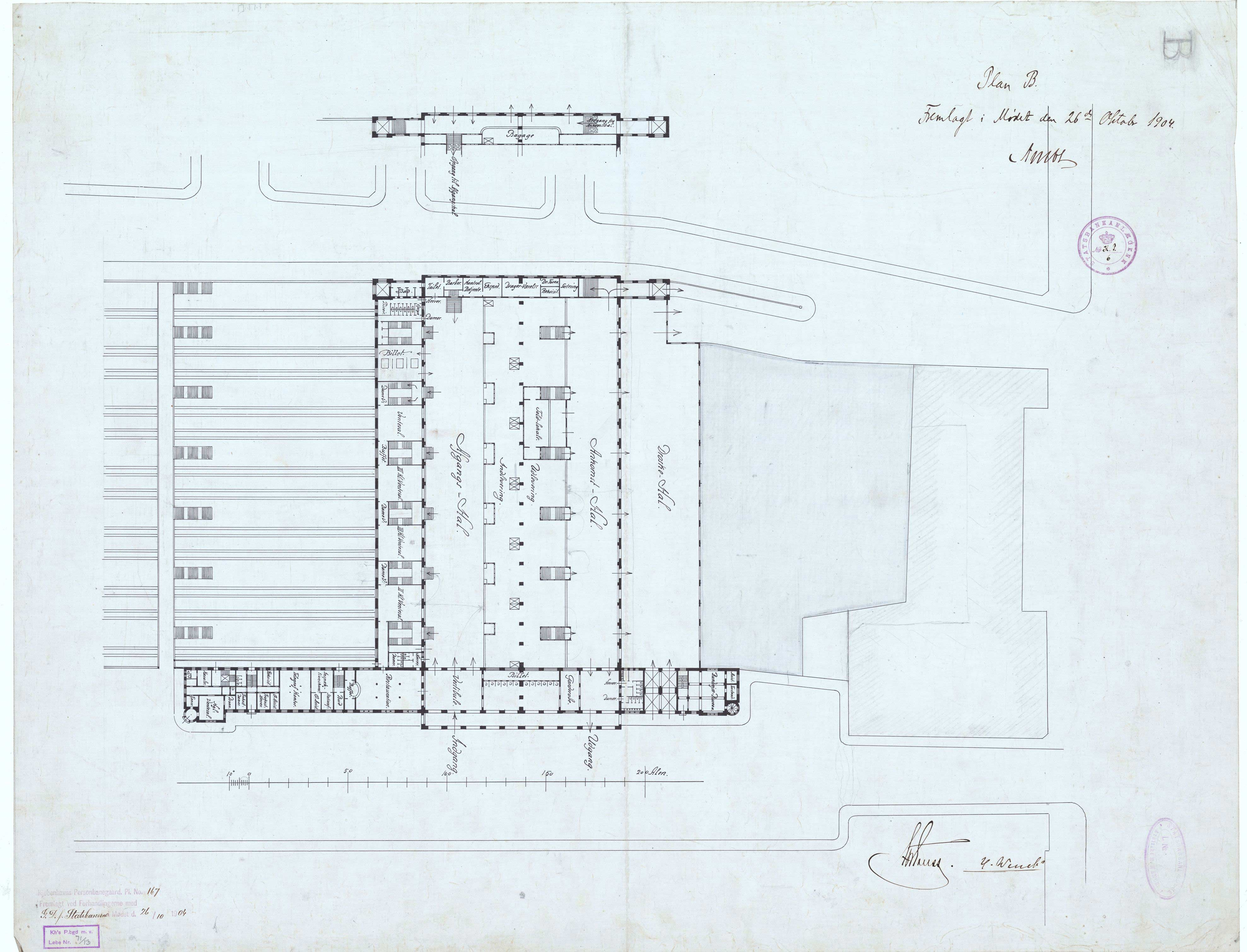
海因里克·文克（Heinrich Wenck）团队绘制第三代哥本哈根火车总站平面图
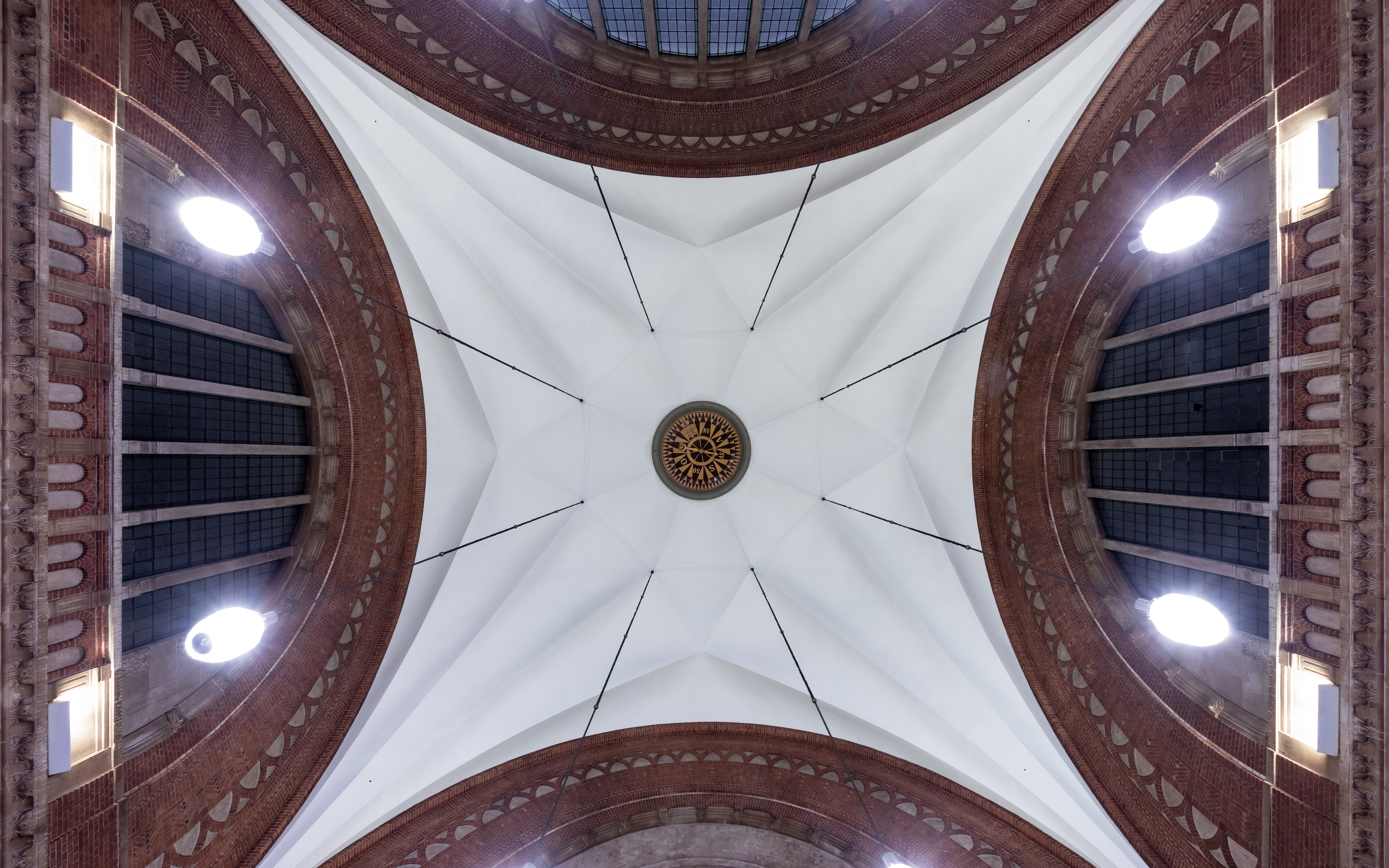
哥本哈根火车总站天花板
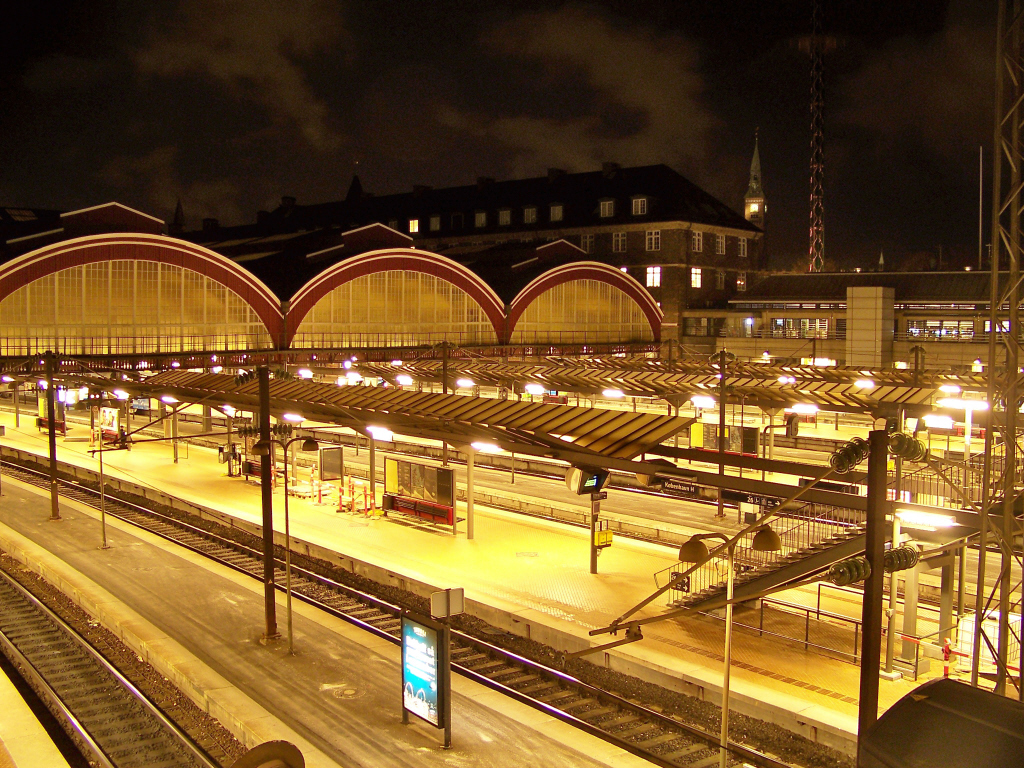
2007年11月时的哥本哈根火车总站站台（从铁路东南出口一侧拍摄）
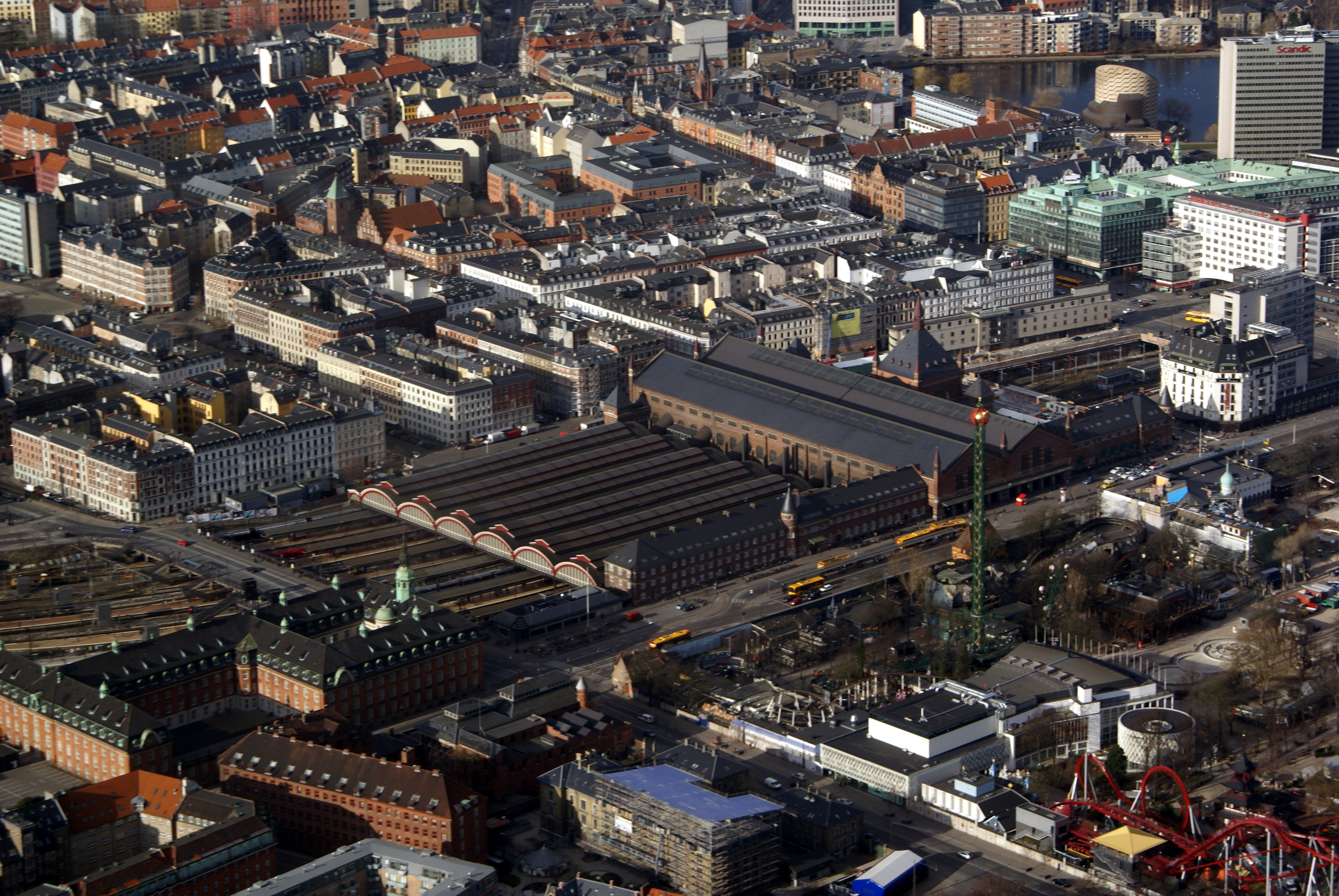
2008年的哥本哈根火车总站
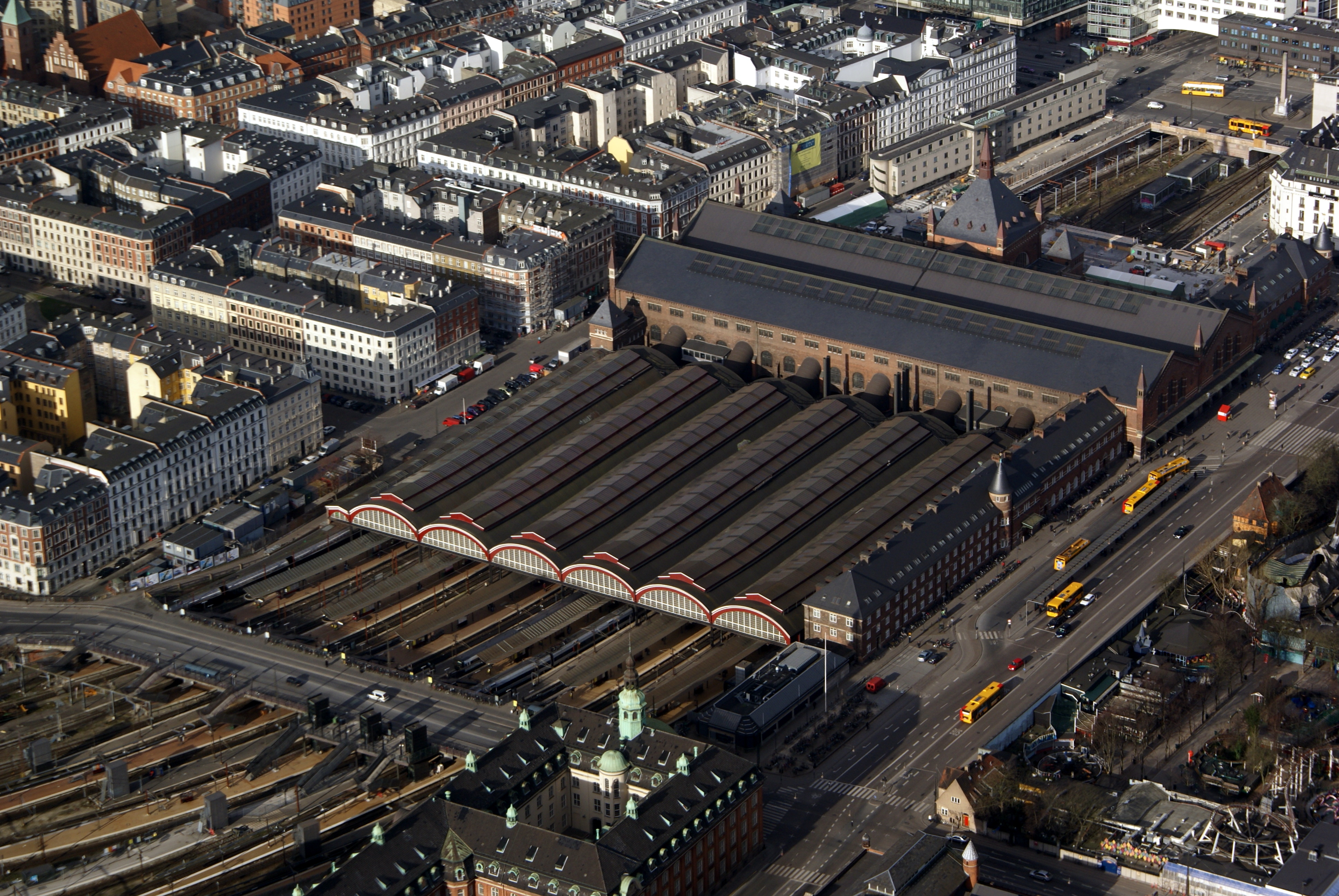
2008年的哥本哈根火车总站

## 相邻车站
| 上一站                | 国铁              | 下一站                                 |
| --------------------- | ----------------- | -------------------------------------- |
| 本线终点              | 哥本哈根大街铁路  | 西门站 （哥本哈根市郊铁路） 往：东门站 |
| 本线终点              | 哥本哈根大街铁路  | 北门站 （主线铁路） 往：东门站         |
| 本线终点              | 哥灵高铁          | 哥本哈根南站 往：灵斯泰兹站            |
| 本线终点              | 西兰岛海岸铁路    | 北门站 往：赫尔辛格站                  |
| 本线终点              | 西兰岛北线铁路    | 西门站 往：赫尔辛格站                  |
| 本线终点              | 西兰岛西线铁路    | 瓦尔比站 往：科雪尔站                  |
| 本线终点              | 厄勒海峡铁路      | 厄勒斯塔兹站 往：马尔默中央车站        |
| 本线终点              | 克厄湾铁路        | 迪伯尔桥站 往：克厄站                  |
| 本线终点              | 克兰彭堡铁路      | 西门站 往：克兰彭堡站                  |
| 本线终点              | 霍耶-措斯楚普铁路 | 迪伯尔桥站 往：霍耶-措斯楚普站         |
| 本线终点              | 腓特烈松铁路      | 迪伯尔桥站 往：腓特烈松站              |
| 上一站                | 哥本哈根地铁      | 下一站                                 |
| 恩海沃广场站 城市环线 | 3号线             | 市政厅广场站 城市环线                  |
| 本线终点              | 4号线             | 市政厅广场站 往：东方码头站            |

## 外部連結
- 丹麦国家铁路官网对哥本哈根火车总站的介绍（页面存档备份，存于） （丹麦语）